# 足立繁太郎
足立 繁太郎（あだち しげたろう、万延元年12月24日（1861年2月3日） - 昭和19年（1944年））は、日本の政治家。元境町会議員。鳥取県会見郡中野村（後に西伯郡余子村、現・境港市）の人。
元日本商工会議所会頭足立正の父。

## 経歴
足立家の家業は酒造りで、江戸時代には大庄屋を務め、苗字帯刀を許された豪家だった。。
父徹造は馬術の達人であり、鳥取藩つきの高名な先生について腕をみがいた。繁太郎は長男の正に剣道を教えた。。
繁太郎は多年にわたり境郵便局長をつとめたため、“郵便足立”とよばれていた。
日本の製紙王と呼ばれた藤原銀次郎の妻の実家（由井家）と足立家は隣同士であり、2人が結ばれたのは繁太郎の仲介によるものであった

## 家族 親族
- 父・徹造
- 妻・さと（永見誠斎の二女）

実家は医家であり、その父は勤皇の志士として倒幕に活躍し、京都でたおれた。
- 長男 正（実業家、財界人）

同妻 こを（境町、回船問屋・海運業者栢木節蔵の二女）
栢木節蔵は、明治5年（1872年）第91区（境町）戸長（大庄屋）、明治6年（1873年）第13大区小12区（栄町、相生町、花町、入船町、朝日町、末広町、松ヶ枝町、遊亀町）小区長などを務めた。
同 後妻 靖子（古河鉱業重役・飯島純介の長女）